# Erik Estrada
Henry Enrique Estrada (Nueva York, 16 de marzo de 1949) es un actor y productor cinematográfico estadounidense de ascendencia puertorriqueña.
Su salto a la fama se produjo con motivo de su participación en la serie de televisión policíaca de los años setenta CHiPs, patrulla motorizada. Con posterioridad ha rodado una larga serie de películas, telefilmes y series de televisión.
Fue muy conocido en México por protagonizar la telenovela Dos mujeres, un camino al lado de Laura León, Biby Gaytán, Itatí Cantoral y Enrique Rocha (como personaje antagónico) en 1993.

## El Chapo Guzmán
Erik Estrada fue programado para interpretar al capo del cartel de Sinaloa, Joaquín Guzmán Loera, alias el Chapo, en una película llamada Prism que se estrenó a finales del año 2016.

## Enemistad con el comediante George Lopez
El comediante George Lopez lleva años asegurando que cuando él tenía diecisiete años, Erik Estrada, mientras filmaba un episodio de su programa CHiPs en el barrio de Lopez, se negó a darle la mano y firmarle un autógrafo, algo que Estrada siempre ha negado. Lopez juró hacer pagar a Estrada por el desplante y desde entonces se burla de Estrada en sus rutinas de comedia.
En 2011, como invitado del programa de radio The Enrique Santos Show, Estrada contó al anfitrión del programa, después de que este le dijera que Lopez hablaba mal de él regularmente en sus espectáculos, que se había encontrado con Lopez por primera vez en una feria de iglesia que él y su esposa habían organizado. En esa ocasión Estrada dice haber retado a Lopez a una pelea y que Lopez no quiso pelear, diciendo: «Soy comediante, no peleador». Estrada añadió que consideraba su asunto con Lopez terminado porque este estaba ya destinado a fracasar por tanta mala karma que había acumulado después de haber engañado a su esposa con prostitutas, a pesar de que ella le salvó la vida al donarle un riñón. Estrada dijo que «la mano de Dios» iba alcanzar a Lopez por su infidelidad con su esposa.
En 2015, el Huffington Post le preguntó a George Lopez acerca de Estrada y Lopez comentó vulgarmente que le iba poner unos trancazos. En el mismo año, durante una entrevista con BJPENN.COM Radio, Lopez le dijo al entrevistador, Anto Skoro, que iba a madrear a Erik Estrada.

## Filmografía
- 1970: The Cross and the Switchblade, como Nicky Cruz.
- 1971: Chrome and Hot Leather
- 1972: The Ballad of Billie Blue, como Justin.
- 1972: Parades, como Chicano.
- 1972: The New Centurions, como Sergio.
- 1974: Airport 1975, como Julio.
- 1976: The Quest: The Longest Drive (telefilme), como Santos.
- 1976: The Demon and the Mummy, como Pepe Torres.
- 1976: Trackdown, como Chucho.
- 1976: La batalla de Midway (Midway), como piloto Ramos.
- 1977: Fire! (telefilme), en el papel de Frank.
- 1980: The Line, como Chico.
- 1981: Women Who Rate a 10 (telefilme), como presentador.
- 1982: Honeyboy (telefilme), como Rico «Honeyboy» Ramírez.
- 1983: Un solo corazón (serie de televisión), como Luis.
- 1983: Where Is Parsifal?, como Henry Board II.
- 1983: Grandpa, Will You Run with Me?, telefilme.
- 1985: Colpi di luce, como inspector Ronn.
- 1985: El arrepentido (Il Pentito), como Lercara.
- 1987: Rosa salvaje (telenovela).
- 1987: Hour of the Assassin, como Martín Fierro.
- 1988: Andy Colby's Incredible Adventure.
- 1988: Dirty Dozen: The Fatal Mission (telefilme), como Carmine D'Agostino.
- 1989: Caged Fury, como Víctor.
- 1989: Alien Seed, como Dr. Stone.
- 1989: She Knows Too Much (telefilme), como Jimmy Álvarez
- 1990: Guns, como Juan Degas / Jack of Diamonds.
- 1990: The Lost Idol
- 1990: A Show of Force, como Machado.
- 1990: Twisted Justice, como comandante Gage.
- 1990: Night of the Wilding, como Joseph.
- 1991: The Last Riders, como Johnny.
- 1991: Do or Die, como Richard «Rico» Estévez.
- 1991: Extralarge: Cannonball (telefilme), como Gonzales.
- 1991: The Image Workshop (serie de televisión), como presentador.
- 1991: Earth Angel (telefilme), como Duke.
- 1991: Spirits, como padre Anthony Vicci.
- 1991: Noleul bola america, como padre de Billy.
- 1992: The Naked Truth, como Gonzales.
- 1992: The Sounds of Silence
- 1992: The Divine Enforcer, como Monseñor.
- 1993: Tuesday Never Comes, como Mecelli.
- 1993: Angel Eyes, como Johnny Ventura.
- 1993: Extralarge: Gonzales' Revenge (telefilme), como Gonzales.
- 1993: Dos mujeres, un camino (telenovela), como Juan Daniel Villegas, Johnny (1993-1994)
- 1994: Juana la Cubana
- 1994: American Adventure (serie de televisión), como presentador.
- 1995: The Final Goal, como Rameriez.
- 1995: The Misery Brothers, como Erik Estrada.
- 1996: Visions, como detective Francisco Moreno.
- 1996: Panic in the Skies! (telefilme), como Ethan Walker.
- 1997: Noi siamo angeli (telefilme), como Graciano.
- 1998: The Modern Adventures of Tom Sawyer, como Joe.
- 1998: Shattered Dreams, como Fredrick.
- 1998: Lost in Hollywood (vídeo)
- 1998: CHiPs '99 (telefilme), como agente Frank «Ponch» Poncherello.
- 1999: King Cobra, como Bernie Álvarez.
- 2000: Oliver Twisted, como Dr. Castaneda.
- 2000: Sealab 2021 (serie de animación), como Marco Rodrigo Díaz De Vivar Diego Garcia Marquez.
- 2001: UP, Michigan!, como Edward Mánchester.
- 2001: Destroying America (vídeo)
- 2002: National Lampoon's Van Wilder
- 2004: Maya & Miguel (serie de televisión), como señor Felipe (voz).
- 2004: Border Blues, en el papel de Morales / policía mexicano.
- 2004: Scrubs, él mismo
- 2004: Estrella invitada en «Driver's License», episodio 15 de la segunda temporada de la serie Drake & Josh.
- 2005: Taylor Made (telefilme), como William Santos.
- 2009: According to Jim (serie), como el Diablo.
- 2008: Meet the Browns (serie), como Francisco.
- 2009: My Name is Earl (serie), como el mismo.
- 2010: Big Time Rush (serie), como oficial García.
- 2017: CHiPs (película), como enfermero
- 2015: Cool Cat Saves The Kids
- 2016: Liv y Maddie (serie), Sr. Bustamante
- 2018: Cool Cat Kids Superhero
- 2019: Chip's recargado, spin-off médico
- 2024: Fallout, como Adam

## Filmografía como productor
- 1989: Caged Fury
- 1989: Alien Seed
- 1998: CHiPs '99 (telefilme)